# 江里昭彦
江里 昭彦（えさと あきひこ、1950年 - ）は、山口県出身の俳人。京都大学卒。「京大俳句」編集長、同人誌「日曜日」を経て「未定」「鬣」同人。ニューウェイブの旗手として俳句・評論の両面で活躍。1997年、第16回現代俳句評論賞受賞。上野千鶴子とは学生時代からの俳句仲間である。2012年、オウム真理教元幹部の中川智正死刑囚と同人誌「ジャム・セッション」を創刊。句集に『ラディカル･マザー･コンプレックス』『ロマンチック･ラブ･イデオロギー』『クローン羊のしずかな瞳』『去勢歌手』がある。